# Sleetmute (Alaska)
Sleetmute es un lugar designado por el censo ubicado en el Área censal de Bethel en el estado estadounidense de Alaska. En el Censo de 2010 tenía una población de 86 habitantes y una densidad poblacional de 0,32 personas por km².

## Geografía
Sleetmute se encuentra en las coordenadas 61°39′14″N 157°6′11″O / 61.65389, -157.10306. Según la Oficina del Censo de los Estados Unidos, Sleetmute tiene una superficie total de 271.22 km², de la cual 247.59 km² corresponden a tierra firme y (8.71%) 23.63 km² es agua.

## Demografía
Según el censo de 2010, había 86 personas residiendo en Sleetmute. La densidad de población era de 0,32 hab./km². De los 86 habitantes, Sleetmute estaba compuesto por el 23.26% blancos, el 0% eran afroamericanos, el 76.74% eran amerindios, el 0% eran asiáticos, el 0% eran isleños del Pacífico, el 0% eran de otras razas y el 0% pertenecían a dos o más razas. Del total de la población el 1.16% eran hispanos o latinos de cualquier raza.